# 아마미시
아마미시(일본어: 奄美市)는 일본 가고시마현 아마미오섬에 있는 시이다. 2006년 3월 20일에 나제시와 스미요촌·가사리정이 합병해 성립하였다.
인구·경제 모두 가고시마현의 도서부 자치체 중에서 최대 규모이다.

## 지리
아마미오섬의 중부부터 북부에 걸쳐 있고 북쪽은 동중국해, 남쪽은 태평양과 접한다. 가사리정 지구는 오시마군 다쓰고정을 사이에 둔 월경지이다. 가고시마항에서 서남쪽 해상으로 383km 떨어진 곳에 위치한다.
시가지의 밀집도는 가고시마시에 이어 높고 지가공시가격(상업지·주택지)도 가고시마시에 이어 높다. 본토 가고시마현과 같은 수준의 상업·공공 시설이 갖추어져 있고 아케이드 거리 등도 잘 발달해 있다. 경제권은 아마미 군도 전역에 이르고 인구 등을 제외하면 실질적으로 가고시마현 제2의 도시라고도 말할 수 있다.

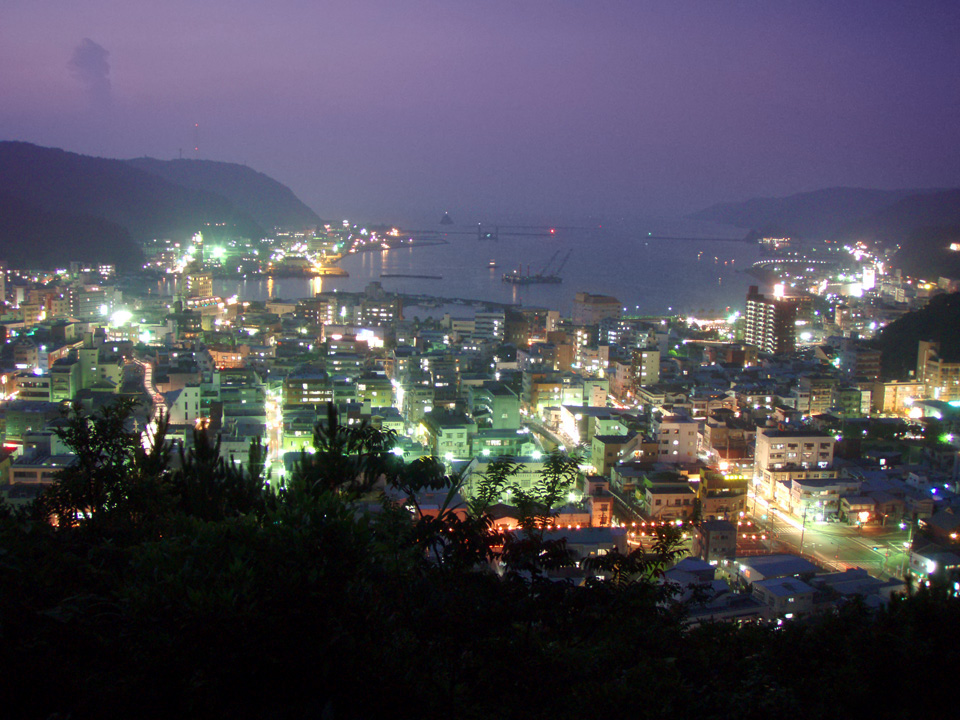
나제의 야경

### 인접한 자치체
- 오시마군 다쓰고정·세토우치정·우켄촌·야마토촌

## 역사
- 2006년 3월 20일 - 나제시, 오시마군 가사리정·스미요촌이 합병해 성립하였다.

## 교통

### 공항
- 아마미 공항

### 도로
- 국도 58호선

## 기후
| 아마미시의 기후                                              | 아마미시의 기후 | 아마미시의 기후 | 아마미시의 기후 | 아마미시의 기후 | 아마미시의 기후 | 아마미시의 기후 | 아마미시의 기후 | 아마미시의 기후 | 아마미시의 기후 | 아마미시의 기후 | 아마미시의 기후 | 아마미시의 기후 | 아마미시의 기후  |
| 월                                                           | 1월             | 2월             | 3월             | 4월             | 5월             | 6월             | 7월             | 8월             | 9월             | 10월            | 11월            | 12월            | 연간             |
| ------------------------------------------------------------ | --------------- | --------------- | --------------- | --------------- | --------------- | --------------- | --------------- | --------------- | --------------- | --------------- | --------------- | --------------- | ---------------- |
| 역대 최고 기온 °C (°F)                                       | 28.1 (82.6)     | 28.2 (82.8)     | 30.4 (86.7)     | 32.1 (89.8)     | 33.7 (92.7)     | 36.3 (97.3)     | 37.3 (99.1)     | 36.9 (98.4)     | 34.9 (94.8)     | 33.0 (91.4)     | 31.0 (87.8)     | 28.6 (83.5)     | 37.3 (99.1)      |
| 일평균 최고 기온 °C (°F)                                     | 17.7 (63.9)     | 18.3 (64.9)     | 20.4 (68.7)     | 23.1 (73.6)     | 26.2 (79.2)     | 29.4 (84.9)     | 32.3 (90.1)     | 32.0 (89.6)     | 30.4 (86.7)     | 27.0 (80.6)     | 23.5 (74.3)     | 19.6 (67.3)     | 25.0 (77.0)      |
| 일일 평균 기온 °C (°F)                                       | 15.0 (59.0)     | 15.3 (59.5)     | 17.1 (62.8)     | 19.8 (67.6)     | 22.8 (73.0)     | 26.2 (79.2)     | 28.8 (83.8)     | 28.5 (83.3)     | 27.0 (80.6)     | 23.9 (75.0)     | 20.4 (68.7)     | 16.7 (62.1)     | 21.8 (71.2)      |
| 일평균 최저 기온 °C (°F)                                     | 12.2 (54.0)     | 12.4 (54.3)     | 14.1 (57.4)     | 16.7 (62.1)     | 19.8 (67.6)     | 23.6 (74.5)     | 26.0 (78.8)     | 26.0 (78.8)     | 24.3 (75.7)     | 21.2 (70.2)     | 17.6 (63.7)     | 13.9 (57.0)     | 19.0 (66.2)      |
| 역대 최저 기온 °C (°F)                                       | 4.4 (39.9)      | 3.1 (37.6)      | 4.7 (40.5)      | 6.6 (43.9)      | 9.4 (48.9)      | 13.9 (57.0)     | 18.8 (65.8)     | 19.6 (67.3)     | 15.3 (59.5)     | 11.2 (52.2)     | 8.2 (46.8)      | 6.1 (43.0)      | 3.1 (37.6)       |
| 평균 강수량 mm (인치)                                        | 184.1 (7.25)    | 161.6 (6.36)    | 210.1 (8.27)    | 213.9 (8.42)    | 278.1 (10.95)   | 427.4 (16.83)   | 214.9 (8.46)    | 294.4 (11.59)   | 346.0 (13.62)   | 261.3 (10.29)   | 173.6 (6.83)    | 170.4 (6.71)    | 2,935.7 (115.58) |
| 평균 강수일수 (≥ 0.5 mm)                                     | 17.4            | 15.6            | 16.1            | 14.1            | 15.3            | 17.7            | 12.0            | 15.3            | 16.5            | 14.5            | 12.5            | 15.6            | 182.7            |
| 평균 상대 습도 (%)                                           | 68              | 70              | 70              | 73              | 77              | 80              | 77              | 78              | 78              | 75              | 72              | 69              | 74               |
| 평균 월간 일조시간                                           | 58.7            | 63.3            | 89.3            | 110.6           | 122.8           | 116.4           | 199.2           | 176.3           | 135.0           | 107.9           | 86.1            | 66.5            | 1,332.1          |
| 출처: 일본 기상청 (평년값: 1991년~2020년, 극값: 1896년~현재) |                 |                 |                 |                 |                 |                 |                 |                 |                 |                 |                 |                 |                  |